# Suragina yunnanensis
Suragina yunnanensis är en tvåvingeart som beskrevs av Yang och Akira Nagatomi 1991. Suragina yunnanensis ingår i släktet Suragina och familjen bäckflugor.
Artens utbredningsområde är Yunnan (Kina). Inga underarter finns listade i Catalogue of Life.